# ק

筆記体

ק（コフ、ヘブライ語: קו"ף, קוֹף kof）はヘブライ文字の19番目の文字。ヘブライ数字の数価は100。
文字名称はクフ（קוּף）とも呼ばれる。

## 音声
本来はセム語に特徴的な強勢音qを表しており、ヘブライ語のティベリア式発音ではアラビア語「ق」（カーフ）と同様の無声口蓋垂破裂音/q/であった。
現代ヘブライ語の発音は無声軟口蓋破裂音/k/であり、破裂音で発音される場合の「כ」（カフ）と同音になっている。

## 起源
文字名称はヘブライ語でサルを意味する語(קוף kof)と同じであり、サンプソンはサルの頭を描いた文字に由来するというが、異論もある。ウィリアム・オルブライトは不明とする。